# Starogród (gmina)
Starogród – dawna gmina wiejska istniejąca w latach 1934–1954 w woj. pomorskim/bydgoskim (dzisiejsze woj. kujawsko-pomorskie). Siedzibą władz gminy był Starogród.
Gmina zbiorowa Starogród została utworzona 1 sierpnia 1934 roku w powiecie chełmińskim w woj. pomorskim z dotychczasowych jednostkowych gmin wiejskich: Bieńkówka, Borówno, Brzozowo, Kałdus, Kiełp, Kokocko, Osnowo, Rożnowo, Starogród, Grzybno (część), Kijewo Szlacheckie (część) i Watorowo (część) oraz z obszarów dworskich położonych na tych terenach lecz nie wchodzących w skład gmin. 
Po wojnie gmina zachowała przynależność administracyjną. 1 stycznia 1950 roku z gminy Starogród wyłączono gromadę Osnowo i włączono ją do gminy Chełmno. 6 lipca 1950 roku zmieniono nazwę woj. pomorskiego na bydgoskie. Według stanu z dnia 1 lipca 1952 roku gmina składała się z 8 gromad: Bieńkówka, Borówno, Brzozowo, Kałdus, Kiełp, Kokocko, Różnowo i Starogród. Gmina została zniesiona 29 września 1954 roku wraz z reformą wprowadzającą gromady w miejsce gmin. Jednostki nie przywrócono 1 stycznia 1973 roku po reaktywowaniu gmin.